# Nehalem, Oregon
Nehalem, Oregon (енгл. Nehalem) град је у америчкој савезној држави Орегон.

## Демографија
По попису из 2010. године број становника је 271, што је 68 (33,5%) становника више него 2000. године.
| Група             | 2000.       | 2010.       |
| Белци             | 196 (96,6%) | 245 (90,4%) |
| Афроамериканци    | 0 (0,0%)    | 0 (0,0%)    |
| Азијати           | 0 (0,0%)    | 3 (1,1%)    |
| Хиспаноамериканци | 3 (1,5%)    | 16 (5,9%)   |
| Укупно            | 203         | 271         |